# Yu Kobayashi
Yū Kobayashi (小林 悠 Kobayashi Yū?), född den 23 september 1987 i Aomori, är en japansk fotbollsspelare som sedan 2010 spelar för den japanska klubben Kawasaki Frontale i J1 League. 
Den 15 december 2014 tog Japans förbundskapten ut Kobayashi till det asiatiska mästerskapet i fotboll 2015.